# 2013年捷克打擊組織犯罪行動
2013年捷克打擊組織犯罪行動是指在2013年6月13日時，捷克警方轄下的打擊組織犯罪單位（Útvar pro odhalování organizovaného zločinu）和首席檢察官辦公室（Vrchní státní zastupitelství）針對奧洛穆茨當地的犯罪組織進行大規模調查行動，然而這次行動卻查出數名重要職位的官員和政界人士、以及早先便存在有爭議的企業家和遊說集團涉嫌從事貪汙與濫用權力等非法行為。根據新聞媒體的報導，這次醜聞是在過往捷克政府部門爆發類似爭議時規模最大的一次。
由於警方隨即逮捕並且起訴了捷克總理彼得·內恰斯幕僚長珍娜·納格尤娃（Jana Nagyová）等人，這使得包括著名雜誌《反射》等新聞媒體則參考水門事件而將這次事件稱作「內恰門」（NagyGate）。而這次醜聞嚴重影響到社會對於捷克總理彼得·內恰斯與其聯合政府內的捷克政治高層之評價。最終在2013年6月17日總理內恰斯和其內閣成員正式提出辭職，同時內恰斯也宣布辭去公民民主黨黨首一職。